# رودنا (ناحیه پراگ-غرب)
رودنا (به چکی: Rudná) یک منطقهٔ مسکونی و شهرستان دارای شهرک سابقاً روستا در جمهوری چک است که در ناحیه پراگ-غرب واقع شده‌است. رودنا ۳٬۵۰۹ نفر جمعیت دارد.